# Ruhrgebiet-Gesetz
Das Gesetz zur Neugliederung der Gemeinden und Kreise des Neugliederungsraumes Ruhrgebiet (Ruhrgebiet-Gesetz) vom 9. Juli 1974 beinhaltet die Gebietsreform im Ruhrgebiet auf der kommunalen Ebene. Durch einen Gerichtsentscheid mussten Teile des Gesetzes jedoch nachträglich geändert werden, dies geschah durch das Gesetz zur Änderung des Ruhrgebiet-Gesetzes vom 1. Juni 1976.
Mit der Verabschiedung des Ruhrgebiet-Gesetzes wurde das Städteverbandsmodell, das der nordrhein-westfälische Innenminister Willi Weyer als Alternative zum Städte- und Kreismodell (Eingemeindungsmodell) vorgeschlagen hat, letztlich verworfen.

## Kurzbeschreibung

### I. Abschnitt: Gebietsänderungen im Bereich der Gemeinden
§ 1 Kreisfreie Stadt Duisburg
Die kreisfreie Stadt Duisburg und die Städte Homberg, Rheinhausen und Walsum (ohne Eppinghoven, welches durch das Niederrhein-Gesetz nach Dinslaken eingemeindet wurde) werden zu einer neuen kreisfreien Stadt Duisburg vereinigt. Hinzu kommen die Gemeinde Rumeln-Kaldenhausen, der Ortsteil Baerl der Gemeinde Rheinkamp sowie Gebiete von Moers, Budberg und Dinslaken. Einige Gebiete der Stadt Rheinhausen und der Gemeinden Kapellen und Rumeln-Kaldenhausen werden bei dieser Gelegenheit nach Krefeld eingegliedert.
Durch das Düsseldorf-Gesetz kommen noch Gebiete der Stadt Angermund und der Gemeinde Wittlaer zur Stadt Düsseldorf hinzu.
Die Vergrößerung der Stadt Duisburg fiel weitaus schwächer aus, als sie eigentlich geplant war. Die Städte und Gemeinden Moers, Kamp-Lintfort, Rheinberg, Neukirchen-Vluyn und Kapellen konnten sich erfolgreich gegen eine gänzliche Eingemeindung wehren.
§ 2 Stadt Moers
Die Stadt Moers wird mit den Gemeinden Rheinkamp und Kapellen und Grundstücken der Gemeinde Budberg zu einer neuen Stadt Moers zusammengeschlossen und behält so ihre politische Eigenständigkeit. Einige Gebiete der Gemeinde Rheinkamp werden nach Neukirchen-Vluyn umgegliedert.
§ 3 Kreisfreie Stadt Bochum
Einer der am heftigsten umstrittenen Punkte des Gesetzes: Die kreisfreien Städte Bochum und Wattenscheid werden zu einer neuen kreisfreien Stadt Bochum zusammengelegt.
§ 4 Kreisfreie Stadt Herne
Die kreisfreien Städte Herne und Wanne-Eickel fusionieren zur neuen kreisfreien Stadt Herne. Der Gesetzgeber setzt so einen Beschluss des Stadtrats von Wanne-Eickel um, damit eine Eingliederung nach Bochum verhindert wird.
§ 5 Kreisfreie Stadt Bottrop/Stadt Gladbeck
Nach dem ursprünglichen Gesetz sollten die kreisfreien Städte Bottrop und Gladbeck sowie die Gemeinde Kirchhellen des Kreises Recklinghausen zu einer neuen kreisfreien Stadt Bottrop vereinigt werden. Jedoch wurde diese Fusion, spöttisch Glabotki genannt, am 6. Dezember 1975 für nichtig erklärt, sodass die drei Gemeinden in ihren alten Grenzen vorerst weiter bestanden. Später schließen sich Bottrop und Kirchhellen zur neuen kreisfreien Stadt Bottrop zusammen, Gladbeck bleibt eigenständig und wird Teil des Kreises Recklinghausen.
§ 6 Kreisfreie Stadt Essen/Kreisfreie Stadt Mülheim
Die Stadt Kettwig, die bisher zum Kreis Düsseldorf-Mettmann gehört, wird zum größten Teil in die Stadt Essen eingegliedert. Die Ortschaft Mintard gehörte bisher teilweise zu Kettwig und zu Mülheim an der Ruhr. Mit diesem Gesetz wird sie vollständig der Stadt Mülheim zugeordnet.
Durch das Düsseldorf-Gesetz kommen weiterhin einige Gebiete der Gemeinde Breitscheid zum Mülheimer Stadtgebiet hinzu.
§ 7 Kreisfreie Stadt Dortmund
Die kreisfreie Stadt Dortmund wird nur geringfügig vergrößert, und zwar um jene Teile der Gemeinden Holzen, Lichtendorf und Westhofen, die sich nordwestlich der Bundesautobahn 1 befinden.
§ 8 Stadt Castrop-Rauxel
Die Gemeinde Henrichenburg des Amtes Waltrop wird nach Castrop-Rauxel eingemeindet.
§ 9 Stadt Dorsten/Kreisfreie Stadt Gelsenkirchen
Die Gemeinden Rhade, Wulfen und Lembeck des Amtes Hervest-Dorsten und die Gemeinde Altendorf-Ulfkotte des Amtes Marl sowie Gebiete der Gemeinden Altschermbeck, Kirchhellen, Lippramsdorf und Gahlen (Kreis Dinslaken) werden in die Stadt Dorsten eingegliedert. Sie ist Rechtsnachfolgerin des Amtes Hervest-Dorsten. Ein kleines Gebiet der Gemeinde Altendorf-Ulfkotte wird in die Stadt Gelsenkirchen eingegliedert. Hierbei handelt es sich um das Gebiet des Umspannwerkes Polsum.
Die übrigen Gebiete der Gemeinden Altschermbeck und Gahlen werden durch das Niederrhein-Gesetz in die Gemeinde Schermbeck eingegliedert.
§ 10 Stadt Marl
Die Gemeinden Hamm und Polsum sowie Grundstücke der Gemeinde Lippramsdorf werden in die Stadt Marl eingegliedert. Sie ist Rechtsnachfolgerin des Amtes Marl.
§ 11 Stadt Haltern
Aus der Stadt Haltern, den Gemeinden Kirchspiel Haltern, Hullern und Lippramsdorf des Amtes Haltern wird eine neue Stadt Haltern (seit 2001: Haltern am See) gebildet. Diese erhält ferner die bisher von Datteln mit verwaltete Gemeinde Flaesheim, den Ortsteil Hamm-Bossendorf der Gemeinde Hamm (Amt Marl) und Fluren der Gemeinde Kirchspiel Dülmen, deren übriges Gebiet durch das Münster/Hamm-Gesetz (zusammen mit einem Gebiet der Gemeinde Kirchspiel Haltern) nach Dülmen eingemeindet wird. Das Amt Haltern wird von der neuen Stadt abgewickelt.
§ 12 Stadt Herten
Die Stadt Westerholt und der Ortsteil Bertlich der Gemeinde Polsum werden zu Stadtteilen von Herten.
§ 13 Stadt Datteln/Stadt Waltrop
Die Stadt Datteln wird um die bis dahin mitverwaltete Gemeinde Ahsen und die Gemeinde Horneburg des Amtes Waltrop vergrößert. Die Stadt Waltrop ist Rechtsnachfolgerin des Amtes Waltrop, bleibt jedoch unverändert bestehen.
§ 14 Stadt Lünen
Die Gemeinde Altlünen wird zu einem Stadtteil von Lünen.
§ 15 Gemeinde Selm
Aus Bork und Selm wird die neue Gemeinde Selm gebildet, die seit 1977 Stadtrechte besitzt.
§ 16 Stadt Werne a. d. Lippe
Stockum wird zu einem Ortsteil der Stadt Werne a. d. Lippe, welche seit 1976 nur noch Werne heißt.
§ 17 Stadt Schwerte
Die Stadt Schwerte wird mit der Stadt Westhofen und den Gemeinden Geisecke, Villigst und Wandhofen des Amtes Westhofen sowie der Gemeinde Ergste des Amtes Ergste zu einer neuen Stadt Schwerte vereinigt. Zu dieser neuen Gemeinde auf dem Gebiet des bisherigen Kreises Iserlohn kommen ferner die Gebiete der Gemeinden Holzen und Lichtendorf, die südlich der Bundesautobahn 1 liegen. Die neue Stadt Schwerte ist Rechtsnachfolgerin der Ämter Ergste und Westhofen.
Je eine weitere Gemeinde der Ämter Ergste und Westhofen, Berchum und Garenfeld, werden durch das Sauerland/Paderborn-Gesetz nach Hagen eingemeindet. Die dritte Gemeinde des Amtes Ergste, Hennen, kommt nach Iserlohn.
§ 18 Stadt Witten
Die Stadt Herbede wird nach Witten eingemeindet.

### II. Abschnitt: Gebietsänderungen im Bereich der Kreise
§ 19 Kreis Unna
Aus den Gemeinden Lünen, Unna, Fröndenberg, Bergkamen, Kamen, Schwerte, Werne a. d. Lippe, Bönen, Holzwickede und Selm wird ein neuer Kreis Unna gebildet. Sitz ist die Stadt Unna. Der neue Kreis ist Rechtsnachfolger des alten Kreises Unna.
§ 20 Kreis Recklinghausen
Die Städte Recklinghausen und Castrop-Rauxel, später auch Gladbeck, verlieren ihre Kreisfreiheit und werden in den Kreis Recklinghausen eingegliedert.
§ 21 Ennepe-Ruhr-Kreis
Die Stadt Witten wird zu einer Gemeinde im Ennepe-Ruhr-Kreis.

### III. Abschnitt: Gerichtsorganisation
§ 22 Amtsgerichte in Duisburg
In Duisburg werden die Amtsgerichtsbezirke neu abgegrenzt:
- Das Amtsgericht Duisburg umfasst das südliche Stadtgebiet sowie Rheinhausen, Rumeln-Kaldenhausen und die eingegliederten Gebiete von Moers
- Das Amtsgericht Duisburg-Hamborn umfasst die Stadtteile Hamborn und Walsum
- Das Amtsgericht Duisburg-Ruhrort umfasst unter anderem Ruhrort, Meiderich, Homberg und Baerl

Die alte Gerichtszuordnung besteht für die eingemeindeten Stadtteile vorerst weiter.
§ 23 Amtsgericht Bochum
Das Gebiet des Amtsgerichts Bochum wird auf das neue Bochumer Stadtgebiet ausgedehnt. Die Amtsgerichte Bochum-Langendreer und Wattenscheid haben noch bis zum 31. Dezember 1977 Bestand.
§ 24 Amtsgericht Herne
Das Amtsgericht Herne umfasst das Gebiet der ehemaligen Stadt Herne, das Amtsgericht Herne-Wanne das der ehemaligen Stadt Wanne-Eickel.
§ 25 Amtsgerichte in Bottrop
Das Amtsgericht Bottrop umfasst vom 1. Januar 1978 an das Gebiet von Bottrop und Kirchhellen. Letzteres gehört übergangsweise weiterhin zum Amtsgericht Dorsten. Das Amtsgericht Bottrop-Gladbeck umfasst dagegen das alte Stadtgebiet von Gladbeck. Dieser Paragraph musste nach der Auflösung der Stadt Bottrop 1976 neu verfasst werden, das geographische Gebiet der Amtsgerichte änderte sich dabei jedoch nicht.
§ 26 Weitere Amtsgerichte
Es finden noch weitere Änderungen auf Ebene der Amtsgerichte statt:
- Die neue Stadt Moers wird dem Amtsgericht Moers, die neue Stadt Schwerte dem Amtsgericht Schwerte und die Gemeinde Selm dem Amtsgericht Lüdinghausen zugeordnet.
- Das Amtsgericht Essen-Werden wird aufgehoben. Die Stadtteile Fischlaken, Heidhausen, Werden sowie Kettwig werden dem Amtsgericht Essen zugeordnet, Byfang und Kupferdreh kommen zum Amtsgericht Essen-Steele.
- Das Amtsgericht Krefeld-Uerdingen wird aufgehoben. Das Amtsgericht Krefeld umfasst nunmehr das gesamte Krefelder Stadtgebiet.
- Das Amtsgericht Haltern wechselt vom Landgericht Münster zum Landgericht Essen.

Ferner wird das Amtsgericht Gelsenkirchen-Buer um das neu hinzu gewonnene Gebiet der Gemeinde Altendorf-Ulfkotte erweitert. Das Amtsgericht Gelsenkirchen-Buer wurde zum 1. Januar 2016 aufgehoben und ging im Amtsgericht Gelsenkirchen auf. Auch das Amtsgericht Haltern wurde mittlerweile aufgehoben, die Stadt Haltern am See wurde dem Amtsgericht Marl zugewiesen.
§ 27 Umbenennungen von Amtsgerichten
Mit diesem Paragraphen wird die Umbenennung der Amtsgerichte Mülheim (Ruhr), Wanne-Eickel und Gladbeck in Mülheim a. d. Ruhr, Herne-Wanne und Bottrop-Gladbeck bestätigt. Letztere Umbenennung wird durch die Wiederherstellung der Stadt Gladbeck ebenfalls rückgängig gemacht.
§ 28 Verwaltungsgericht Gelsenkirchen
Das Verwaltungsgericht Gelsenkirchen umfasst die kreisfreien Städte Bochum, Bottrop, Dortmund, Essen, Gelsenkirchen, Herne und die Kreise Recklinghausen und Unna.

### IV. Abschnitt: Schlussbestimmungen
§ 29 Kreisfreie Städte
Hiermit werden Bestimmungen für die eingekreisten Städte Castrop-Rauxel, Lünen, Recklinghausen, Witten und später auch Gladbeck getroffen, zum Beispiel die Fortführung und Errichtung von Berufsschulen, die dem Kreis obliegt.
§ 30 Oberstadtdirektoren/Oberbürgermeister
Die Oberstadtdirektoren und Oberbürgermeister der ehemaligen, aber noch selbstständigen kreisfreien Städte dürfen ihre Titel bis zum Ende der Amtszeit fortführen.
§ 31 Gebietsänderungsverträge
Die Gebietsänderungsverträge werden mit verschiedenen Maßgaben bestätigt.
§ 32 Inkrafttreten
Dieses Gesetz tritt am 1. Januar 1975 in Kraft.